# Urszulewo (Zarzeczewo)
Urszulewo – część wsi Zarzeczewo w Polsce, położona  w województwie kujawsko-pomorskim, w powiecie włocławskim, w gminie Fabianki.
W latach 1975–1998 Urszulewo administracyjnie należało do województwa włocławskiego.